# Euciroa trapeza
Euciroa trapeza is een tweekleppigensoort uit de familie van de Euciroidae. De wetenschappelijke naam van de soort is voor het eerst geldig gepubliceerd in 1982 door Poutiers.